# Paracercion
Paracercion – rodzaj ważek z rodziny łątkowatych (Coenagrionidae). Obejmuje gatunki występujące w Azji, głównie we wschodniej części.

## Podział systematyczny
Do rodzaju należą następujące gatunki:
- Paracercion ambiguum Kompier & Yu in Ning, Kompier, Yu & Bu, 2016
- Paracercion barbatum (Needham, 1930)
- Paracercion calamorum (Ris, 1916)
- Paracercion dorothea (Fraser, 1924)
- Paracercion hieroglyphicum (Brauer, 1865)
- Paracercion melanotum (Selys, 1876)
- Paracercion plagiosum (Needham, 1929)
- Paracercion sieboldii (Selys, 1876)
- Paracercion v-nigrum (Needham, 1930)